# 董绍 (北朝)
董紹（?—?），字兴远，新蔡郡鮦陽县（今安徽省临泉县鲖城镇）人，北魏官员。
年少好学，得意于文章。初任四門博士，历任殿中侍御史、国子助教、积射将军、兼中书舍人。对答辩问，被魏宣武帝赞赏。
永平元年（508年），豫州懸瓠城民白早生反魏，宣武帝命董紹受慰劳軍队。在上蔡被南梁軍襲撃，擒送江東，投入獄中。梁朝領軍将軍呂僧珍与他交谈，便相器重。梁武帝听说后，说：“忠臣孝子，不可无之。今当听卿还国。”准许董紹回国。董紹于是与北魏擒获的梁将齐苟儿等十人交換。永平年間，担任給事中，兼舍人。董紹主张与南梁講和，朝廷不许。之后，加轻车将军、正式担任舍人正，转任步兵校尉。
魏孝明帝初年，董紹献上《御天马颂》，孝明帝赞赏，赐帛八十匹。以舍人受位龍驤将軍、中散大夫。加冠軍将軍，出任右将軍、洛州刺史。正光末年，南梁将軍曹義宗、王玄真攻打荊州，据顺阳郡馬圏。北魏裴衍、王羆討伐梁軍。奪回順陽郡，包围馬圏。馬圏城堅固，裴衍、王羆大軍粮少，董紹上書说裴衍必敗。不久，裴衍失利，順陽郡再被曹義宗占据。董紹有气病，求解任洛州刺史，孝明帝不許。
孝昌三年（527年），蕭宝寅在長安作乱，董紹上书请率瞎巴兵三千出击。孝明帝问黄门徐纥：“这些巴人真瞎吗？”徐纥说：“这是董绍的壮语。就是说巴人劲勇，见敌人无所畏惧，不是真瞎。”孝明帝大笑，命董绍速行，又加平西将军。以拒蕭宝寅之功，封新蔡县开国男，食邑二百户。
永安年間，担任安西将軍、梁州刺史、假抚军将军、兼尚書、出任山南行台，以清廉著称。魏节闵帝派遣元孚到梁州代替他，董紹入長安，在关右大行台爾朱天光属下担任大行台从事、兼吏部尚书。转任征西将軍、加金紫光禄大夫。中興二年（532年），爾朱天光赴洛陽，董紹留守長安。爾朱天光被高欢所敗，董紹在贺拔岳属下担任开府谘议参军。永熙年間，加車騎将軍。贺拔岳后携董绍在高平牧马，董绍悲而赋诗：“走马山之阿，马渴饮黄河。宁谓胡关下，复闻楚客歌！”永熙三年（534年），魏孝武帝西迁，董紹任御史中丞。西魏文帝即位后，董绍议论朝廷，被宇文泰殺害。
其子董敏，永安年間官至太尉西閤祭酒。

## 延伸阅读
[在维基数据编辑]
 《魏書/卷79》，出自魏收《魏书》
 《北史/卷046》，出自李延壽《北史》